# Weißgepunkteter Stierkopfhai
Der Weißgepunktete Stierkopfhai (Heterodontus ramalheira) ist ein maximal 80 cm langer Stierkopfhai. Er kommt im Küstenbereich Ostafrikas und der Arabischen Halbinsel vor.

## Aussehen und Merkmale
Der Weißgepunktete Stierkopfhai kann eine maximale Körperlänge von etwa 80 cm erreichen. Er hat eine rötlich-braune Körperfärbung mit zahlreichen weißen Punkten über dem gesamten Körper. Die Junghaie besitzen ein Muster aus dünnen parallelen und dunklen Streifen, die sich im Alter verlieren.
Der Hai besitzt einen zylindrischen Körper mit einem konisch geformten Kopf. Die Schnauze ist sehr klein und breit gerundet, die Augenwülste sind niedrig ausgeprägt. Er besitzt eine Afterflosse und zwei Rückenflossen, die beide bedornt sind. Die erste Rückenflosse beginnt über der Basis der Brustflossen, die zweite Rückenflosse hinter dem freien Ende der Bauchflossen. Der Hai besitzt fünf vergleichsweise lange Kiemenspalten und ein kleines Spritzloch (Spiraculum) unterhalb des Auges.

## Lebensweise
Der Weißgepunktete Stierkopfhai lebt im Randbereich des Kontinentalsockels in Tiefen zwischen 40 und 275 Metern, meist jedoch unterhalb 100 Metern. Er ernährt sich vor allem von Krebsen.
Er ist wahrscheinlich wie alle Stierkopfhaie eierlegend, allerdings konnten noch keine Eier dieser Art identifiziert werden. Die Junghaie haben eine Körperlänge von etwa 18 cm, die Geschlechtsreife erreichen die Tiere bei einer Länge von ungefähr 60 bis 75 cm.

## Verbreitung

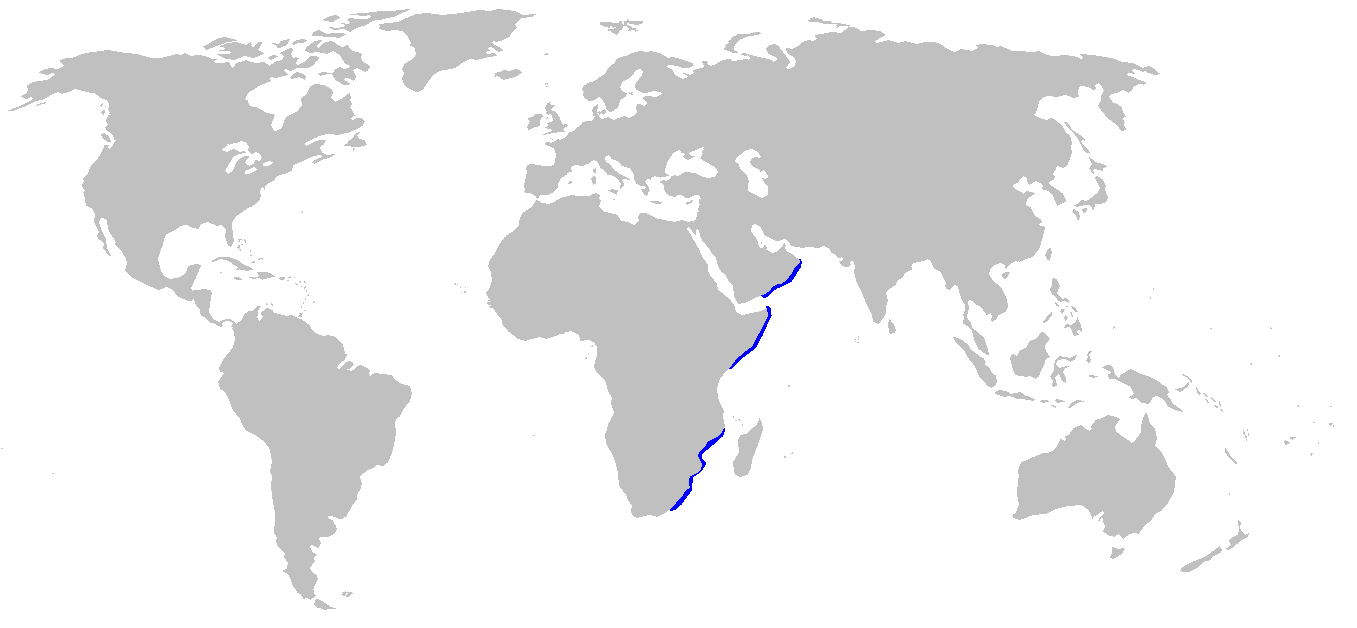
Verbreitung des Weißgepunkteten Stierkopfhais

Das Verbreitungsgebiet des Weißgepunkteten Stierkopfhais befindet sich im Küstenbereich Ostafrikas und der Arabischen Halbinsel. Es reicht von Südafrika (KwaZulu-Natal) über Mosambik und Somalia bis zum Oman.